# هارولد وليامز (لاعب كرة قدم)
هارولد وليامز (بالإنجليزية: Harold Williams)‏ (17 يونيو 1924 في المملكة المتحدة - 12 سبتمبر 2014 بليدز في المملكة المتحدة) هو مدرب كرة قدم ولاعب كرة قدم بريطاني (وحمل سابقاً جنسية المملكة المتحدة لبريطانيا العظمى وأيرلندا) في مركز الهجوم. شارك مع منتخب ويلز لكرة القدم. أما مع النوادي، فقد لعب مع ليدز يونايتد ونيوبورت كونتي ونادي برادفورد بارك أفنيو.

## وصلات خارجية
- هارولد وليامز على موقع قاعدة بيانات كرة القدم.إي يو (الإنجليزية)